# هرمان رووه
هرمان رووه (انگلیسی: Herman Rouwé؛ زادهٔ ۲۰ ژانویهٔ ۱۹۴۳) ورزشکار روئینگ اهل پادشاهی هلند است.
وی در مسابقات کشوری و بین‌المللی در مجموع برندهٔ ۱ مدال برنز شده‌است.